# Openbaar Kunstbezit (radiocursus)
Openbaar Kunstbezit was een radiocursus van de gelijknamige Nederlandse stichting die zich de popularisering van kunst tot doel had gesteld. Het radioprogramma was vanaf 11 januari 1957 in de ether tot aan 1978. Het was een wekelijks programma ondersteund met cursusmateriaal, eerst enkel via de radio, maar vanaf 1963 was er ook een televisieprogramma.

## Geschiedenis

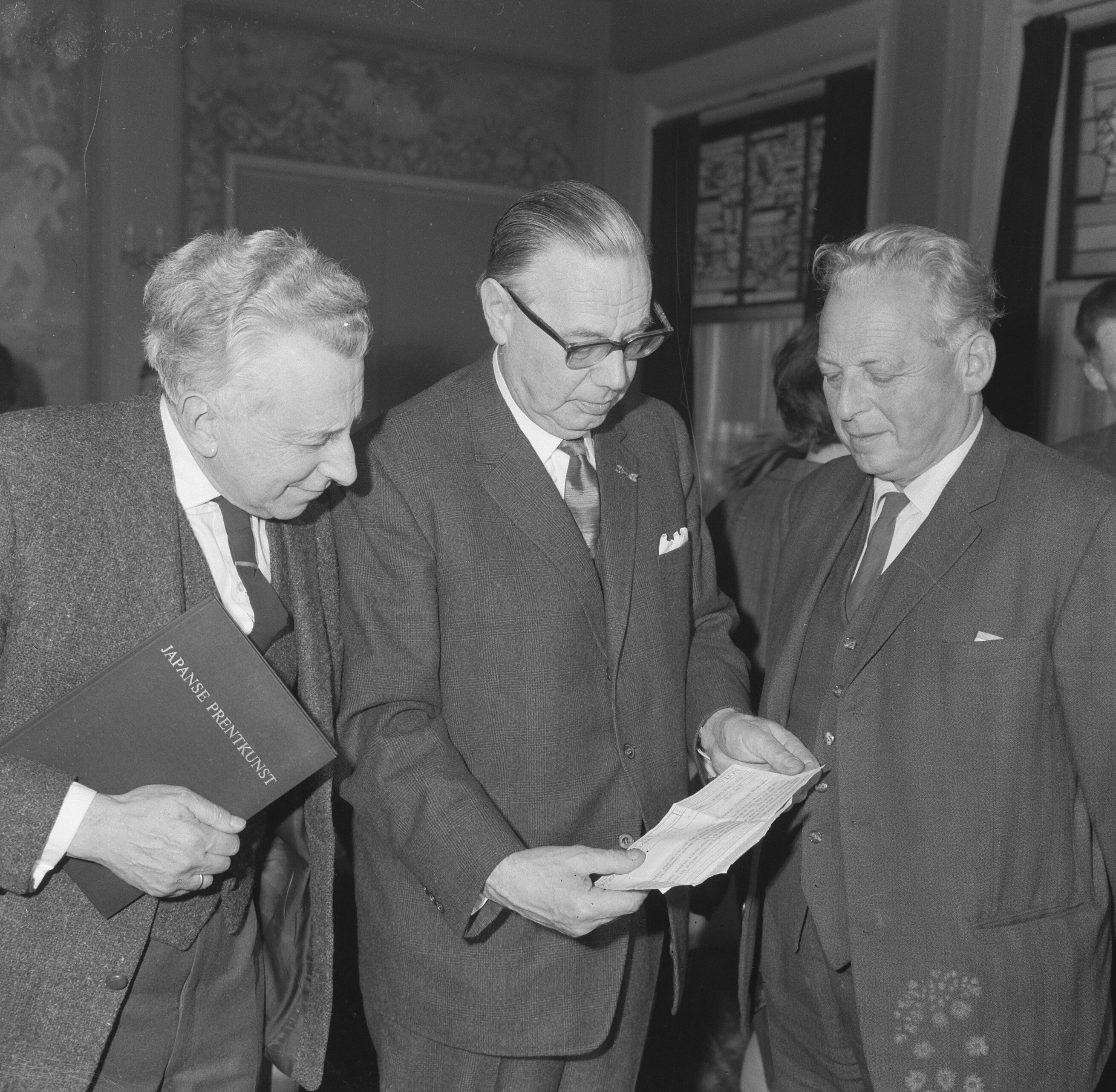
Bestuur van de Stichting Openbaar Kunstbezit in 1965: v.l.n.r. Jobs Wertheim, Jan Gerrit van Gelder en penningmeester Fuchs

De stichting werd opgericht in 1956 door de beeldhouwer Jobs Wertheim met als voorzitter kunsthistoricus Jan Gerrit van Gelder en beoogde volgens een multimediaal concept avant la lettre om kunstonderwijs middels afstandsonderwijs aan te bieden aan geabonneerde cursisten. Als communicatiemiddel koos hij voor een radioprogramma waarin een expert een tiental minuten een kunstwerk toelichtte. Alle behandelde kunstwerken waren te bezichtigen in musea in Nederland. De abonnees ontvingen vooraf een kleurenreproductie en achteraf de tekst van de uitzending. Dit materiaal kon geklasseerd worden in passende kunstalbums.
Het allereerste werk dat besproken werd was Interieur van de St. Laurenskerk te Alkmaar van Pieter Saenredam. Het was A.B. de Vries die als eerste expert optrad. De cursisten kregen maandelijks, tien maanden per jaar, vier kleurreproducties voor de uitzendingen van de volgende maand, en de teksten van de vier vorige uitzendingen toegestuurd, voor maandelijks 8,75 gulden. Eind 1957 riep minister-president Willem Drees op bijkomende abonnementen af te sluiten. Hij kon ook een gratis museumkaart aan het aanbod toevoegen, die als een voorloper van de huidige museumjaarkaart beschouwd kan worden.
Wertheim werd het als initiatiefnemer bij aanvang niet makkelijk gemaakt. De verzuilde omroepverenigingen samen krijgen voor een dergelijk project was niet eenvoudig. Hij wilde evenwel de cursus per se als een gezamenlijk programma van de omroepverenigingen laten uitzenden. Dit werd toegezegd na heel wat lobbywerk, en enkel indien bij aanvang minstens 20.000 cursisten ingeschreven waren. Dit lukte, mede dankzij de bereidwillige medewerking van prinses Beatrix die op de radio op 20 november 1956 nog de laatste twijfelaars overtuigde in te schrijven voor het programma. Het werden er nog voor aanvang 80.000.
In 1960 ontving Wertheim de Zilveren Anjer. De voorzitter werd in 1961 opgevolgd door A.B. de Vries, directeur van het Mauritshuis. Drie jaar lang bestonden de twee aparte cursussen voor radio en televisie naast elkaar, maar vanaf 1966 werd een gecombineerd pakket aangeboden met 40 radio-uitzendingen en 20 televisieafleveringen. Door de jaren heen had de stichting circa honderdduizend inschrijvingen. De televisie-uitzendingen kregen zware concurrentie van het programma Kunstgrepen van Pierre Janssen, dat tot twee miljoen kijkers had.

## Einde
De cursussen stopten in 1972. In 1972 volgde een fusie met de Vlaamse gelijksoortige stichting, die in 1963 was opgericht. Het kwam echter niet tot een succesvolle samenwerking. In 1977 ontstond het kunsttijdschrift Kunstschrift als opvolger van de losbladige monologen van Openbaar Kunstbezit. De radio- en televisie-uitzendingen stopten definitief in 1978. Het ledenaantal kwam in vrije val. In 1988 werd de Nederlandse stichting geliquideerd in een sfeer van financieel wanbeheer.  Openbaar Kunstbezit in Vlaanderen bleef apart voortbestaan, evenals het tijdschrift Openbaar Kunstbezit Vlaanderen.
In 1990 kreeg Openbaar Kunstbezit op televisie een vervolg met Beeldenstorm met Henk van Os als presentator. Van Os had indertijd ook aan Openbaar Kunstbezit meegewerkt.